# آلت قطع
آلت قطع  و نیز مقراض، ابزاری مورد استفاده در صحافی و وراقی سنتی است که همانند قیچی دارای دو تیغه برنده است که روی هم سوار می شوند و شکلی شبیه عدد هشت انگلیسی 8 ایجاد می کنند. این وسیله برای بریده لبه زاید کتاب به کار می رود  .